# 라도 그래프
그래프 이론에서 라도 그래프(영어: Rado graph)는 사실상 유일한 가산 무한 무작위 그래프이다.

## 정의
라도 그래프는 여러 방법으로 정의할 수 있다.

### 무작위 그래프
집합 {\displaystyle V} 위에, 각 {\displaystyle \{\{u,v\}\colon u,v\in V,\;u\neq v\}}에 변이 존재하는지 여부를 무작위로 결정하자. 각 변은 독립 확률 변수이며, 각 변이 존재할 확률은 {\displaystyle p\in (0,1)}라고 하자.
만약 {\displaystyle V}가 가산 무한 집합이라면, 이렇게 하여 얻는 그래프는 {\displaystyle p}의 값에 관계 없이, 거의 확실하게 하나의 그래프와 동형이다. 이 그래프를 라도 그래프 {\displaystyle R}라고 한다.

### 이진수를 통한 정의

라도 그래프의 이진수를 통한 정의

라도 그래프는 이진수를 사용하여 정의할 수 있다.
라도 그래프 {\displaystyle R}의 꼭짓점 집합은 자연수의 집합이다.
{\displaystyle V(R)=\mathbb {N} =\{0,1,2,\dots \}}
두 꼭짓점 {\displaystyle m,n\in \mathbb {N} } ({\displaystyle m<n}) 사이에 변이 존재하는지 여부는 다음과 같다.
- {\displaystyle n}의 이진수 표기법에서 {\displaystyle m}번째 자릿수가 1이라면, {\displaystyle (m,n)\in E(R)}이다.

여기서 자릿수는 오른쪽부터 세며, 가장 오른쪽의 자릿수를 0번째로 간주한다.

## 성질
라도 그래프의 지름(영어: diameter)은 2이다. 즉, 임의의 두 꼭짓점 사이에 길이 2 이하의 경로가 존재한다.
그래프 {\displaystyle G}가 다음 조건을 만족시키면, 확대 성질(영어: extension property)을 갖는다고 한다.
- 임의의 두 유한 집합 {\displaystyle S,T\subset V(G)}에 대하여, 만약 {\displaystyle S\cap T=\varnothing }이라면, 모든 {\displaystyle s\in S}에 대하여 {\displaystyle sx\in E(V)}이며 모든 {\displaystyle t\in T}에 대하여 {\displaystyle tx\not \in E(V)}인 {\displaystyle x\in V(G)\setminus (S\cup T)}가 존재한다.

라도 그래프는 확대 성질을 갖는 유일한 가산 그래프이다.
확대 성질을 갖는 그래프는 임의의 가산 그래프를 유도 부분 그래프로 포함한다. 이는 수학적 귀납법으로 쉽게 보일 수 있다.
라도 그래프에서 유한 개의 꼭짓점 {\displaystyle S\subset V(R)}을 삭제하여도 라도 그래프와 동형이다.
{\displaystyle R\cong R\setminus S}
마찬가지로, 유한 개의 변 {\displaystyle T\subset E(R)}을 삭제하여도 라도 그래프와 동형이다.
{\displaystyle R\cong R\setminus T}

## 역사
빌헬름 아커만(독일어: Wilhelm Ackermann)이 1937년에 정의하였다. 에르되시 팔과 레니 얼프레드(헝가리어: Rényi Alfréd)가 이 그래프가 유일한 무작위 그래프라는 것을 보였다.
리하르트 라도가 1964년에 재발견하였으며, 모든 가산 그래프를 유도 부분 그래프로 포함한다는 것을 보였다.